# De qué me sirve la vida
«De qué me sirve la vida» es el sexto sencillo del álbum de estudio Dejarte de amar del trío mexicano Camila. Fue lanzado como sencillo oficial el 31 de octubre de 2011 en México, Latinoamérica y España y el 7 de noviembre de 2011 en los Estados Unidos.

## Composición y lanzamiento
El tema fue compuesta por uno de los integrantes del trío mexicano, Samo. El tema fue lanzado el 31 de octubre de 2011 en las radioemisoras de México, Latinoamérica y España. El 7 de noviembre de 2011 llega a las radioemisoras de Estados Unidos. El tema fue el sexto y último sencillo del segundo álbum de estudio Dejarte de amar de la banda.

## Otras versiones
En el 2012 antes de que Samo dejara la banda, el 5 de mayo se lanzó el remix con el cantante de reguetón puertorriqueño Farruko. El 2 de abril de 2013 se lanzó al mercado Reik, en vivo desde el Auditorio Nacional con el tema «De qué me sirve la vida» interpretado por el grupo Reik y Samo. La versión en vivo del tema fue subida en el canal VEVO de la agrupación. El 24 de septiembre de 2013 se lanzó al mercado el álbum En el camino de la banda mexicana Pandora en donde se incluye el tema a dueto con Samo. El 13 de agosto de 2013, Samo lanzó Inevitable, su álbum debut como solista, el cual contiene 13 temas más bonus track de contenido DVD, incluyendo una versión acústica del tema.

## Lista de canciones
- Descarga digital

| De qué me sirve la vida |                           |          |  |
| N.º                     | Título                    | Duración |  |
| 1.                      | «De qué me sirve la vida» | 4:08     |  |

## Video musical

### Desarrollo y lanzamiento
Fue dirigido por Gustavo Garzón y estrenado en el canal VEVO de la banda el 7 de marzo de 2012. El video fue filmado a modo de concienciar y ayudar a víctimas de anorexia, sobrepeso, bullying, violencia intrafamiliar, abuso sexual o drogadicción. El 12 de marzo de 2012 es lanzado a la venta a través de descarga digital.

Queremos darle un mensaje de esperanza a la gente, aunque la canción es triste, deseamos darle un final de luz a través de lo que plantea este video
Mario Domm.

### Sinopsis
El video comienza con imágenes de diferentes personas, con máscaras, atadas, llorando, tristes, sonriendo, etc. Se ve el primer cartel que dice «Tus palabras son cuchillos», se ven las primeras imágenes de Pablo y luego de Samo. Se siguen mostrando mensajes y se ve a Mario Domm escribiendo en la pantalla con un marcador negro la palabra «Escucha», tanto la banda como las personas empiezan a interpretar el tema a medida que van mostrándose más carteles que expresan mensajes tales como «Me llamo Martín. Mi padre me obliga a robar en la calle» y «Me llamo Julián. Soy gay. Me echaron de mi casa». Se ve a Samo sosteniendo una vela encendida, luego se lo ve atado. Se siguen mostrando diferentes carteles con diferentes historias. Mario Domm escribe en la pantalla la palabra «Acepta». Se ven diferentes personas sosteniendo velas encendidas en la oscuridad, siendo la luz de esas velas la última escena del video. Al finalizar el video se colocaron diferentes sitios web de ayuda a diferentes problemas tales como la drogadicción, anorexia, bulimia, etc.

## Posicionamiento

### Listas
| País           | Organismo | Lista           | Mejor posición |
| 2012           | 2012      | 2012            | 2012           |
| -------------- | --------- | --------------- | -------------- |
| Estados Unidos | Billboard | Hot Latin Songs | 24             |
| Estados Unidos | Billboard | Latin Pop Songs | 7              |
| Estados Unidos | Billboard | Latin Airplay   | 24             |
| México         | Billboard | Mexico Airplay  | 1              |

### Anuales
| País           | Organismo      | Lista                   | Mejor posición |
| 2012           | 2012           | 2012                    | 2012           |
| -------------- | -------------- | ----------------------- | -------------- |
| México         | Monitor Latino | TOP 2012 POP            | 3              |
| Estados Unidos | Monitor Latino | TOP 2012 Spanish AC/POP | 20             |
| Estados Unidos | Billboard      | Latin Pop Songs         | 42             |